# Autofobi
Autofobi, også kaldet Autophobia, er en sygelig frygt for at være alene.